# Hermannia gibba
Hermannia gibba är en kvalsterart som först beskrevs av Koch 1839.  Hermannia gibba ingår i släktet Hermannia och familjen Hermanniidae. Inga underarter finns listade i Catalogue of Life.